# Раде Бркић
Радомир Раде Бркић (Јелашиновци, код Санског Моста, 19. новембар 1913 — Београд, 9. децембар 1992) био је учесник Народноослободилачке борбе, пуковник ЈНА и народни херој Југославије.

## Биографија
Рођен је 19. новембра 1913. године у Јелашиновцу, код Санског Моста, у сиромашној сељачкој породици. Као петнаестогодишњак се већ запослио. По одслужењу војног рока, радио је по градилиштима у Црној Гори и Србији.
По почетку Априлског рата 1941, отишао је у своју јединицу у Бања Луку, у 90. пешадијски пук. Пук се стационирао на планини Крндији, где је био командир десетине. После расула Југословенске војске, повукао се преко Саве у Босну. Пао је у немачко заробљеништво, али је успео да побегне и да се врати у своје село.
Чим је почео усташки терор над српским становништвом, састао се са својим познаницима и договорио о покретању оружаног отпора. Пред сам устанак, усташе су га ухапсиле у Босанској Крупи и с групом људи пребациле камионом на Црно Језеро на стрељање. У моменту стрељања, искористивши ноћ, ударио је усташу, скочио у Уну и успео да побегне у своје село. Вратио се кући у тренутку отпочињања устанка. Са седам другова организовао је групу коњаника, који су обилазили суседна села, организовали устанак и водили борбе с усташама. Раде је учествовао у више акција у рејону Санице, Добра и Каменграда, у паљењу моста на реци Дабру, у ликвидацији непријатеља на жељезничкој станици Саничка Ријека и у бацању бомби у вагоне на прузи Саница–Бравско.
Септембра 1941. године, био је постављен за командира вода, почетком 1942. за заменика командира чете, а убрзо и за командира чете. Маја 1942. године, био је примљен у чланство Комунистичке партије Југославије (КПЈ). Почетком августа 1942, у нападу на Горњу Саницу, његова чета је нанела тешке губитке непријатељу. У октобру 1942, био је постављен за команданта Првог батаљона Шесте крајишке бригаде. Истог месеца, предводио је ударну групу у нападу на Сански Мост и продро у центар града, где је био рањен.
Почетком Четврте непријатељске офанзиве 1943, био је постављен за команданта истог батаљона. На Смрешњаку, код села Дабра, његов батаљон је пробојем кроз непријатељски обруч спасао неколико стотина цивила, рањеника и тифусара. Надаље је учествовао у борбама у Подгрмечу у пролеће 1943, затим око Грахова, Дрвара, Гламоча, Мркоњић Града и на Мањачи, у разбијању четничких снага.
Августа 1943. године, био је постављен за заменика команданта Шесте крајишке бригаде. На тој је дужности учествовао у нападима на Босански Петровац, Приједор и Бања Луку. Септембра 1944, приликом напада на Бања Луку, био је на челу два појачана батаљона, заробивши усташки артиљеријски дивизион и вод тенкова, који су искориштени за дејство по најјачим жариштима усташког отпора у граду.
Октобра 1944, примио је дужност команданта Седме крајишке бригаде. Са овом је бригадом учествовао у ослобођењу Травника, у борбама за Гучију Гору, затим у операцији за ослобођење Сарајева и у борбама за ослобођење Високог, Какња и Зенице. У завршним операцијама за ослобођење Југославије 1945, с бригадом је учествовао у ослобођењу Карловца, а затим у наступању ка Зиданом Мосту.
После рата, био је на дужности команданта бригаде, пука и начелника Штаба дивизије. Завршио је Вишу војну академију ЈНА. Пензионисан је 1964. године у чину пуковника ЈНА.
Умро је 9. децембра 1992. у Београду. Сахрањен је у Алеји заслужних грађана на Новом гробљу.
Носилац је Партизанске споменице 1941. и других југословенских одликовања, међу којима су — Орден заслуга за народ са сребрним зрацима, Орден братства и јединства са сребрним венцем, два Ордена за храброст и Орден партизанске звезде са пушкама. Орденом народног хероја одликован је 27. новембра 1953. године.
Прослављени српски фудбалски тренер Радомир Антић добио је име по Бркићу који му је био ујак.

## Галерија
- Гроб Радета Бркића и Милоша Станимировића у Алеји заслужних грађана на Новом гробљу у Београду
- Партизанска споменица 1941.
- Орден народног хероја